# Vincent Comerford
Richard Vincent Comerford, conocido generalmente como Vincent Comerford ( Garryduff, Grangemockler) es un profesor de historia de Irlanda en la  Universidad Nacional de Irlanda, Maynooth quien se retiró en enero de 2010. Se graduó por la Universidad Nacional de Irlanda, en Maynooth, seguido por un PhD por la Trinity College Dublin en 1977. 

## Honores

### Membresías
- comité consultivo de la Sociedad Irlandesa de Historia,[2]
- junta del Consejo de Investigación de Irlanda para las Humanidades y las Ciencias Sociales (con su acrónimo en idioma inglés IRCHSS).[3]
- investigador principal en la Base de datos de Cultura asociativa de Irlanda.[4]

## Obra

### Algunas publicaciones
- Charles J. Kickham: A Study in Irish Nationalism and Literature (Dublin: Wolfhound 1979)

- The Fenians in context: Irish politics and society 1848–82 (Dublín, 1985)

- The National Question (2000)

- Ireland  Inventing the Nation Bloomsbury Academic (2003) Arnold, London (2003) ISBN 978-0-340-73112-3[5]

#### Libros en coautoría
- Irishness in a Changing Society Monaco; The Princess Grace Irish Library (1989), chapter 1 - R.V. Comerford, Political Myths In Modern Ireland.

- Religion, Conflict and Coexistence in Ireland by R.V. Comerford, Mary Cullen, Jacqueline Hill, and Colm Lennon (1990)

#### Libros dedicadoos
- Ireland's Polemical Past; Views of Irish History in honour of RV Comerford ed. T. Dooley; University College Dublin Press (2010)